# Proboscidactyla occidentalis
Proboscidactyla occidentalis is een hydroïdpoliep uit de familie Proboscidactylidae. De poliep komt uit het geslacht Proboscidactyla. Proboscidactyla occidentalis werd in 1889 voor het eerst wetenschappelijk beschreven door Fewkes. 